# Pau per Luhansk
Pau per Lugansk (en rus: Мир Луганщине, romanitzat: Mir Luganshchine) és el major moviment social de la República Popular de Lugansk, fundat el 6 d'octubre de 2014. Més de 100.000 persones formen part d'aquest moviment. Fruit de la seva participació en eleccions considerades "il·legals" per part d'Ucraïna, el moviment està sota sancions internacionals de la Unió Europea i d'altres països.

## Història
El moviment va participar en les primeres eleccions del cap de govern de Luhansk celebrades el 2 de novembre de 2014, en les quals va postular a Ígor Plotnitski com a candidat presidencial i va participar en les eleccions per a triar als membres del Consell Popular. En elles, Plotniski va ser electe amb el 63,08% dels vots, mentre que el moviment va obtenir el 69,42% dels vots en les eleccions del Consell Popular, obtenint 35 escons i la majoria absoluta.
A les eleccions celebrades l'11 de novembre de 2018, el moviment va postular a Leonid Pasechnik com a candidat presidencial, obtenint el 68,30% dels vots i el moviment va mantenir la seva majoria en el parlament, amb 37 escons, dos més que la passada legislatura.

## Estructura
Leonid Pasechnik és actualment el líder del moviment des de principis de 2018. Des de la seva fundació, fins a 2017, el moviment va ser presidit per Ígor Plotnitski. D'acord amb la informació en la seva pàgina web, els seus màxims òrgans són el Comitè Executiu Republicà i el Comitè Republicà. Denis Miroshnichenko, presideix el Comitè Executiu Republicà des del 17 de febrer de 2018. El moviment duu a terme set projectes.

## Programa
El moviment defensa la construcció d'una Lugansk independent i democràtica, així com també que el país reforci els llaços amb Rússia.

## Resultats electorals

### President
| Elecció | Candidat          | Primera ronda | Primera ronda | Segona | Segona | Resultat |
| Elecció | Candidat          | Vots          | %             | Vots   | %      | Resultat |
| ------- | ----------------- | ------------- | ------------- | ------ | ------ | -------- |
| 2014    | Ígor Plotnitski   | 589,095       | 77.04%        | -      | -      | Sí       |
| 2018    | Leonid Pàssetxnik | 596,230       | 68.30%        | -      | -      | Sí       |

### Consell Popular
| Elecció | Líder de partit   |         |        |      |          |     | Posició | Govern       |
| Elecció | Líder de partit   | Vots    | %      | ± pp | Regidors | +/– | Posició | Govern       |
| ------- | ----------------- | ------- | ------ | ---- | -------- | --- | ------- | ------------ |
| 2014    | Ígor Plotnitski   | 485,508 | 69.42% | Nou  | 35 / 50  | Nou | 1er     | Supermajoria |
| 2018    | Leonid Pàssetxnik | 647,013 | 74.12% | 4.70 | 37 / 50  | 2   | = 1er   | Supermajoria |